# Primera guerra etíop-somali
La primera guerra etíop-somali fou un conflicte armat entre Etiòpia i Somàlia, que es va lliurar principalment el 1964.
El 1963 el líder oromo Waqo Gutu, fundador de les Forces Unides d'Alliberament d'Oròmia va iniciar la lluita que es va estendre per les àrees oromo i somalis (Elkere) a la província etíop de Bale. L'anomenada revolta de Bale tenia un rerefons de revolta de camperols i classista, reclamant terra i protestant contra les taxes, i també religiós de musulmans contra cristians. La revolta va durar de fet fins al 1969 i va rebre inicialment el suport de Somàlia.
El febrer de 1964 les forces etíops i somalis es van enfrontar a la frontera entre els dos estats. L'Organització per a la Unitat Africana va intervenir i es va reunir el consell de ministres a Dar es Salaam; el Sudan va fer de mediador, i es va acordar una treva i l'obertura de negociacions directes, però el març la lluita es va reprendre. De nou Sudan va actuar i es va signar a Khartum un alto el foc que havia d'entrar en vigor l'1 d'abril; el 31 de març l'aviació etíop encara va bombardejar Hargeisa. Després de l'1 d'abril la treva fou respectada. L'acord incloïa una zona desmilitaritzada i la retirada de les respectives forces militars a 15 km de la frontera.
Més tard el primer ministre de Somàlia Muhammad Haji Ibrahim Egal, nomenat el 15 de juliol de 1967, va abandonar el suport a la revolta per centrar el país en el desenvolupament econòmic. Al final del 1969 els rebels es van començar a rendir. Waqo Gutu fou rodejat amb 20 homes per l'exèrcit etíop a Arana, i es va entregar (febrer de 1970). Els darrers rebels van deixar la lluita en la resta de l'any i començaments del 1971.